# Fara Gera d'Adda
Fara Gera d'Adda är en ort och kommun i provinsen Bergamo i regionen Lombardiet i Italien. Kommunen hade 8 024 invånare (2018).